# Jemima

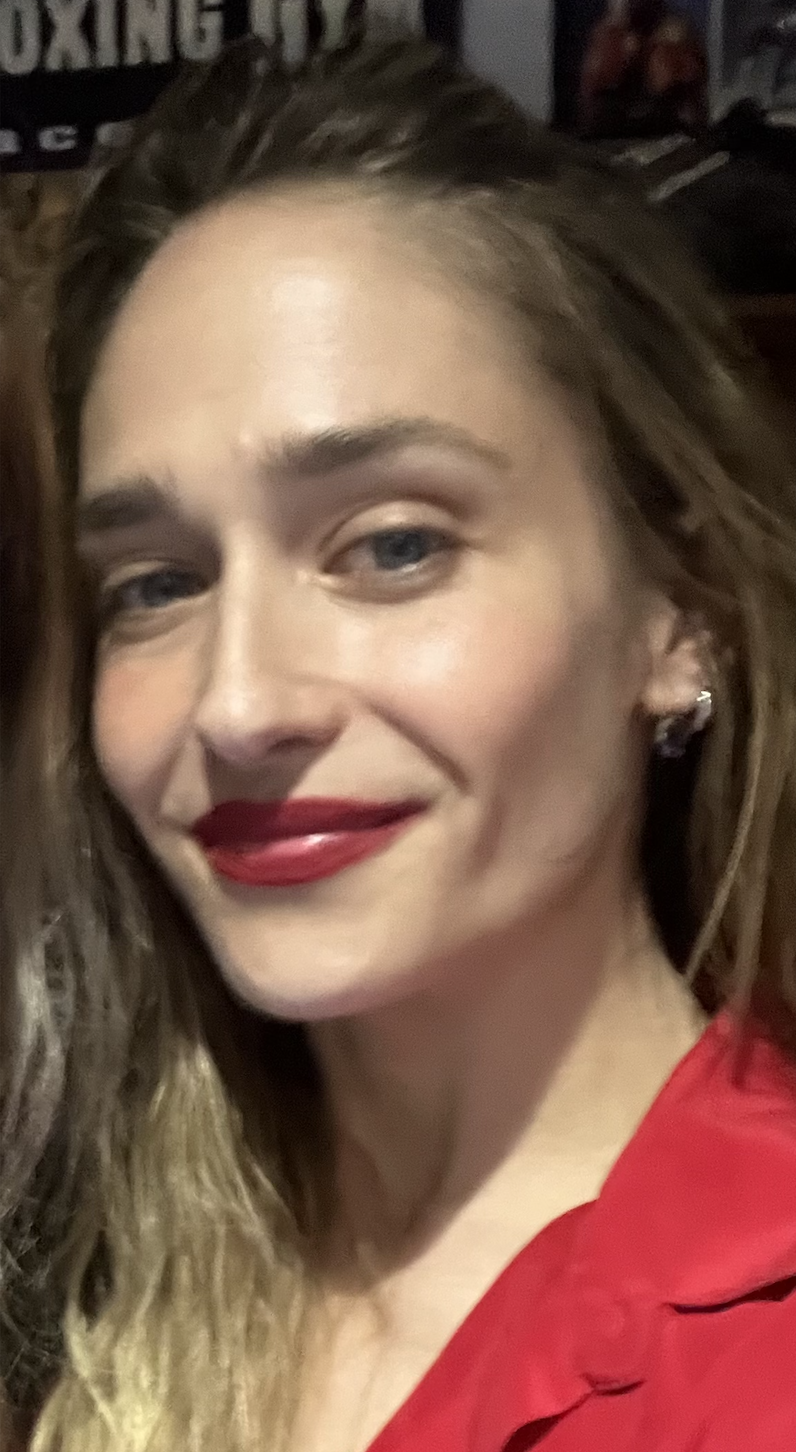
Jemima Kirke, 2023.

Jemima, Jemīmah, är ett kvinnonamn med hebreiskt ursprung och betyder ”Lilla duvan”. Namnet förekommer i Gamla Testamentet i Bibeln, Jobs bok 42:14.
I Sverige bär 90 kvinnor namnet. Det är vanligare i engelskspråkiga länder som USA, Storbritannien, och länder i Afrika.
Namnsdag saknas.

## Personer med namnet Jemima
- Jemima Kirke (född 1985), brittisk-amerikansk skådespelare och konstnär
- Jemima Montag (född 1988), australisk gångare
- Jemima Rooper (född 1981),  brittisk skådespelare
- Jemima West (född 1987), engelsk-fransk skådespelare

## Fiktiva
- Jemimah är en kvinnlig gestalt från gamla testamentet.